# Beloved (álbum de I Killed The Prom Queen)
Beloved es el tercer álbum de larga duración de la banda de metalcore australiana I Killed The Prom Queen. Fue lanzado el 14 de febrero en Australia, el 17 de febrero en Europa y el 18 de febrero en Estados Unidos. El 4 de febrero de 2014, el álbum fue puesto en streaming a través de la web oficial de Alternative Press.
Es el primer álbum en incluir tres nuevos miembros desde el último álbum en 2008, Jamie Hope (voz), Shane O'Brien (batería) y Benjamin Coyte (bajo).

## Lista de canciones
| N.º   | Título                                                         | Duración |  |
| 1.    | «Beginning Of The End»                                         | 1:47     |  |
| 2.    | «To The Wolves»                                                | 3:22     |  |
| 3.    | «Bright Enough»                                                | 3:49     |  |
| 4.    | «Meilor»                                                       | 3:41     |  |
| 5.    | «Thirty One & Sevens»                                          | 3:25     |  |
| 6.    | «Calvert Street (con Björn Strid de Soilwork)»                 | 3:31     |  |
| 7.    | «Kjærlighet»                                                   | 3:47     |  |
| 8.    | «The Beaten Path»                                              | 3:28     |  |
| 9.    | «Nightmares»                                                   | 3:02     |  |
| 10.   | «No One Will Save Us (con Jonathan Vigil de The Ghost Inside)» | 2:59     |  |
| 11.   | «Brevity»                                                      | 5:09     |  |
| 37:52 |                                                                |          |  |

| Deluxe Edition Bonus Tracks |                                                                |          |  |
| N.º                         | Título                                                         | Duración |  |
| 1.                          | «Beginning Of The End»                                         | 1:47     |  |
| 2.                          | «To The Wolves»                                                | 3:22     |  |
| 3.                          | «Bright Enough»                                                | 3:49     |  |
| 4.                          | «Meilor»                                                       | 3:41     |  |
| 5.                          | «Thirty One & Sevens»                                          | 3:25     |  |
| 6.                          | «Calvert Street (con Björn Strid de Soilwork)»                 | 3:31     |  |
| 7.                          | «Kjærlighet»                                                   | 3:47     |  |
| 8.                          | «The Beaten Path»                                              | 3:28     |  |
| 9.                          | «Billions»                                                     | 3:56     |  |
| 10.                         | «Nightmares»                                                   | 3:02     |  |
| 11.                         | «No One Will Save Us (con Jonathan Vigil de The Ghost Inside)» | 2:59     |  |
| 12.                         | «Momento Vivere»                                               | 3:52     |  |
| 13.                         | «Sparrowhawk»                                                  | 3:57     |  |
| 14.                         | «Brevity»                                                      |          |  |
| 49:35                       |                                                                |          |  |

## Miembros y personal
I Killed The Prom Queen
- Jamie Hope – voz
- Jona Weinhofen – guitarra, teclados, voz limpia
- Kevin Cameron - guitarra
- Benjamin Coyte – bajo
- Shane O'Brien – batería